# Nation24
Nation24, ursprünglich Europa Vorn, war eine rechtsextreme Zeitschrift, die von Manfred Rouhs herausgegeben wurde.
Anton Maegerle beschrieb die Vorgängerzeitschrift Europa vorn 2004 als eines der Strategieorgane der Neuen Rechten.

## Herausgeber
Manfred Rouhs gilt als „Multifunktionär“ des rechtsextremen Spektrums. Außerhalb der Politik ist Rouhs vor allem publizistisch tätig. So gründete er 1987 den nach ihm benannten Verlag und rief die Zeitschrift Europa vorn (zwischen 1998 und 2003 Signal, heute nation24) ins Leben, als deren Herausgeber er fungiert. Europa vorn und Signal spielten eine ideologisch innovative Rolle in der politischen Rechten, da sie unter anderem bereits Ende der 1990er Jahre an der Feindbildkonstruktion „Islam“ mitwirkten. Neben dem Verlegen der Zeitschrift und Betreiben der Internetseite nation24 unterhält er noch eine Reihe weiterer Websites, wie „gewinnbereich.de“. Bis zum 11. November 2017 war Rouhs Bundesvorsitzender der rechtsextremen Kleinpartei Bürgerbewegung pro Deutschland, welche im Januar 2005 gegründet worden war.

## Inhalt
Nach einer Pause nahm Rouhs im November 2011 wieder die Veröffentlichung von nation24 auf. Über Jahre existierte „nation24“ lediglich als Internetpräsenz, auf der, teilweise mit längeren Unterbrechungen, Texte online gestellt wurden. Neben finanziellen Motiven sahen Beobachter, dass bei einer engeren Zusammenarbeit zwischen den verschiedenen „pro“-Gruppierungen und den REP das am Markt eingeführte „Unabhängiges Magazin für Deutschland“ ein „Mitbringsel“ ist. 
In der Zeitschrift schrieben teilweise bekannte konservative und rechte Publizisten. Jeroen Zandberg von der UNPO (Unrepresented Nations and Peoples Organization) veröffentlichte einen Artikel in der Aprilausgabe 2012. In der gleichen Ausgabe wurden die Chancen von Marine Le Pen bei den französischen Präsidentschaftswahlen am 22. April 2012 ausgelotet.
Die Zeitschrift fordert „Raus aus dem Euro!“ (November-Ausgabe 2011) und beschäftigte sich mit der Strategie der pro-Deutschland Bewegung. Im Dezember 2011 beschäftigte sich das Blatt unter anderem mit Fragen des Tierschutzes („Tierschutz statt Halal“).

## Rechtsstreit
In den NRW-Verfassungsschutzberichten 2003 und 2004 wurde nation24 als rechtsextremistische Publikation bezeichnet; dies wurde in einem Urteil des Verwaltungsgerichts Düsseldorf Ende 2006 für rechtswidrig erklärt, da laut den „keine tatsächlichen Anhaltspunkte für den Verdacht [bestehen], dass es sich bei der Herausgabe der Zeitschrift nation24.de um eine Bestrebung handelt, die gegen die freiheitliche demokratische Grundordnung gerichtet ist“. Das Innenministerium kündigte an, eine Berufung anzustreben.